# Genista mingrelica
Genista mingrelica är en ärtväxtart som beskrevs av Nicholas Michailovitj Albov. Genista mingrelica ingår i släktet ginster, och familjen ärtväxter. Inga underarter finns listade i Catalogue of Life.